# FlatOut
FlatOut — це серія відеоігор у жанрі аркадних перегонів на виживання, створена фінською компанією Bugbear Entertainment. Першу гру серії FlatOut було продано майже півтора мільйона копій. Після того, як Bugbear розробила гру FlatOut: Head On, нідерландська компанія Team6 Game Studios розробила наступні три гри серії — FlatOut 3 лише для Microsoft Windows та два спінофи для Wii та Android. Kylotonn розробила четверту частину серії, FlatOut 4: Total Insanity, яка вийшла 17 березня 2017 року для PlayStation 4 і Xbox One в Європі та 2 травня в США. У 2024 році Flat2VR Studios анонсувала ремейк FlatOut 2004 року для Meta Quest, PSVR2 і SteamVR.
Ігри серії отримували як схвальні відгуки від критиків так і різко негативні зокрема, FlatOut 3: Chaos & Destruction вважається однією з найгірших відеоігор усіх часів, а FlatOut 2 — найкращою в серії.
Оригінальний розробник Bugbear випустив Wreckfest у 2017 році, який вважається духовним наступником серії FlatOut. У вересні 2022 року команда розробників під назвою Good Boys розробила інді-дербі та перегонову гру Trail Out, яка є пародією на FlatOut з сюжетним режимом та різними посиланнями на інші ігри та медіа, а також різними ігровими режимами. Trail Out отримала здебільшого позитивні відгуки, у порівнянні з іграми FlatOut від BugBear.

## Ігри
| Назва                          | Рік  | Платформи                |
| ------------------------------ | ---- | ------------------------ |
| FlatOut                        | 2004 | Windows, PS2, Xbox       |
| FlatOut 2                      | 2006 | Windows, PS2, Xbox       |
| FlatOut: Ultimate Carnage      | 2007 | Xbox 360, Windows        |
| FlatOut: Head On               | 2008 | PlayStation Portable     |
| FlatOut                        | 2010 | Wii                      |
| FlatOut 3: Chaos & Destruction | 2011 | Windows                  |
| FlatOut Stuntman               | 2013 | iOS                      |
| FlatOut 4: Total Insanity      | 2017 | PS4, Xbox One, Windows   |
| FlatOut VR                     | TBA  | Meta Quest, PS5, SteamVR |

Ігровий процес FlatOut залишався здебільшого незмінним протягом багатьох років, настільки, що його критикували за повторюваність та відсутність змін. У першій грі були стандартні перегони по колу та змагання на виживання проти 7 віртуальних опонентів на відкритих трасах або на колах стадіону. Вона вирізнялася надмірним пошкодженням автомобілів, «важкою» фізикою та веселим ігровим процесом, а FlatOut 2 отримала високу оцінку за розвиток ігрового процесу першої гри й покращення перегонів, транспортних засобів, графіки та управління. Вона отримала розширену версію на Xbox 360 під назвою FlatOut: Ultimate Carnage, яка також отримала порт для PlayStation Portable під назвою FlatOut: Head On.
Після FlatOut 2 розробники серії, Bugbear Entertainment, перестали розробляти нові ігри серії, нідерландська Team6 Game Studios взяла на себе відповідальність за наступні три частини франшизи, а Kylotonn розробила FlatOut 4: Total Insanity, останню гру в серії. Однак, наступні ігри не перевершили FlatOut 2: FlatOut 3: Chaos & Destruction вважається однією з найгірших ігор, коли-небудь створених. FlatOut для Wii вважається жахливою за версією Nintendo Gamer, а FlatOut 4: Total Insanity отримала змішані відгуки. Спіноф для iOS під назвою FlatOut Stuntman був розроблений і виданий Team6 Game Studios у 2013 році.